# صوفي (تشهاردانغة)
صوفي (بالفارسية: صوفی) هي منطقة سكنية تقع في إيران في قسم تشهاردانغة الریفي.